# Stephen Beaupré
Stephen Beaupré est un musicien canadien producteur de musique électronique. Il compose avec Scott Monteith (Deadbeat) le duo Crakhaus à Montréal,.
Travaillant dans un studio à l'arrière de son appartement à Montréal, Monteith a sorti depuis 2001 des albums en tant que producteur de ambiant-dub Deadbeat et des albums avec Crackhaus, un duo microhouse qu'il a formé avec son collègue producteur montréalais Stephen Beaupré.
Le duo affirme avoir été inspiré d'Akufen, un autre artiste canadien de microhouse, et sortent leur musique via le label musical Onitor de Stuttgart. Ils cherchent à créer des œuvres humoristiques sur leur album Spells Disaster..., initialement sorti en 2004 et distribué plus largement en 2006.
Stephen Beaupré sort son album Foe-Destroyer en 2006 et une dizaine de singles et EP de 2004 à 2007.

## Discographie
- It's A Crackhaus Thing (2003), en duo avec Deadbeat
- Foe-Destroyer (2006)